# Thoriosa taurina
Thoriosa taurina är en spindelart som först beskrevs av Simon 1910.  Thoriosa taurina ingår i släktet Thoriosa och familjen Ctenidae. Inga underarter finns listade i Catalogue of Life.